# Mycroft Holmes
Mycroft Holmes là một nhân vật trong loạt truyện Những cuộc phiêu lưu của Sherlock Holmes của tác giả Arthur Conan Doyle.

## Hành trạng
Mycroft Holmes là anh trai của nhân vật chính Sherlock Holmes. Theo tường thuật của Sherlock, thì Mycroft có 1 vợ và 2 con trai, tậu nhà riêng ở cách căn gác trọ của Sherlock đúng một dãy phố.
Mycroft công tác tại Bộ Ngoại Giao, sống cuộc đời bình dị và hoàn toàn lãnh đạm với thời sự. Dẫu vậy, ông có năng lực quan sát tuyệt vời, mà theo Sherlock là "gấp ba lần" cậu em.
Ông là sáng lập viên kiêm thành viên lâu năm của câu lạc bộ Diogenes. Đây là hội kín gồm nhiều quan chức và nhân vật quan trọng trong xã hội thượng lưu, mà cũng chính từ hội này, Sherlock Holmes khai thác được nhiều vấn đề trong giới quyền quý London thông qua anh trai.
Không ít lần Mycroft Holmes đã cứu thoát em mình khỏi các thế lực ngầm. Ông giữ mối quan hệ mật thiết với bà Hudson và bác sĩ Watson.

## Chuyển thể
- Bộ phim đầu tiên có sự xuất hiện của Mycroft Holmes là trong phim The Bruce Partington Plans năm 1922, ông được đóng bởi Lewis Gilbert.
- Mycroft được cho là sẽ xuất hiện trong bộ phim Sherlock Holmes năm 1943 ở Washington nhưng đã bị thay bởi Mr Ahrens.
- BBC đã phát sóng hai loạt phim Sherlock Holmes vào năm 1965 và 1968 với sự tham gia của Douglas Wilmer (1965) và Peter Cushing (1968) trong vai Sherlock và Nigel Stock trong vai Watson. Mycroft xuất hiện hai lần, một lần vào năm 1965 trong The Bruce-Partington Plans và do Derek Francis đóng và vào năm 1968 trong The Greek Interpreter và do Ronald Adam thủ vai.
- Trong bộ phim A Study in Terror năm 1965, Mycroft do Robert Morley thủ vai.
- Trong bộ phim The Private Life of Sherlock Holmes (1970) của đạo diễn Billy Wilder, với sự tham gia của Robert Stephens trong vai Sherlock, Mycroft do Christopher Lee (người cũng đóng vai Sherlock Holmes trong các tác phẩm khác trước đó và kể từ đó) thủ vai. Trong bộ phim này, với mục đích chỉ ra những người 'thực' đằng sau các tài khoản được dàn dựng của Watson, Mycroft gần như không thể nhận ra: mỏng manh và đặc biệt là không buông thả. Anh ta cũng được miêu tả là người đứng đầu hoặc ít nhất là một đặc vụ cấp cao của cơ quan mật vụ Anh, nơi mà Câu lạc bộ Diogenes là bình phong.
- Charles Grey đảm nhận nhân vật này trong cả bộ phim Lời giải bảy phần trăm năm 1976 và bốn tập của loạt phim Những cuộc phiêu lưu của Sherlock Holmes của Đài truyền hình Granada vào cuối những năm 1980 và đầu những năm 1990. Hai lần xuất hiện đầu tiên trên truyền hình của Grey là chuyển thể của hai câu chuyện mà Mycroft thực sự xuất hiện (Người phiên dịch tiếng Hy Lạp và Kế hoạch Bruce-Partington). Trong hai lần xuất hiện khác, nhân vật này đã được sử dụng để thay thế một nhân vật khác vì nhiều lý do:
- Golden Pince-Nez - Mycroft được sử dụng thay cho Watson do Edward Hardwicke không có mặt.
- Viên đá Mazarin - Mycroft được sử dụng thay cho Sherlock do tình trạng sức khỏe yếu của Jeremy Brett.
- Bộ phim The Adventure of Sherlock Holmes 'Smarter Brother năm 1975, với sự tham gia của Gene Wilder trong vai em trai của Holmes "Sigerson Holmes", được lấy cảm hứng từ Mycroft, người được nhắc đến, nhưng không xuất hiện ngoại trừ trong một bức ảnh chụp ba anh em khi còn nhỏ.
- Boris Klyuyev đã đóng vai Mycroft Holmes trong Cuộc phiêu lưu của Sherlock Holmes và Bác sĩ Watson, một bộ phim truyền hình của Liên Xô. Klyuyev kém Vasily Livanov, người đóng vai Sherlock Holmes, 9 tuổi. Theo Sherlock, Mycroft đã kết hôn và có một con trai.
- Anh cũng được nhắc đến một cách ngắn gọn trong bộ phim năm 1985, Sherlock Holmes thời trẻ; Khi Sherlock bị đuổi khỏi trường nội trú, anh ta nói với Watson rằng anh ta định ở lại nhà Mycroft's của anh trai mình trong vài ngày.
- Peter Jeffrey đóng vai Mycroft trong bộ phim Hands of a Murderer năm 1990 với sự tham gia của Edward Woodward trong vai Sherlock, John Hillerman trong vai Watson và Anthony Andrews trong vai Giáo sư Moriarty. Jerome Willis đã đóng vai Mycroft trong Sherlock Holmes và Quý cô hàng đầu, một bộ phim truyền hình năm 1992 với sự tham gia của Christopher Lee trong vai Holmes và Patrick Macnee trong vai Watson.
- R.H. Thomson đóng vai Mycroft trong bộ phim truyền hình The Royal Scandal năm 2001 đối diện với Sherlock của Matt Frewer. Richard E. Grant đã vào vai một thanh niên bị bán thân - sau một chuyến đi tồi tệ sau khi bị Moriarty tiêm thuốc - trong Sherlock: Case of Evil (2002).
- Mark Gatiss đóng vai Mycroft trong bộ phim truyền hình Sherlock năm 2010 của đài BBC mà anh là người đồng sáng tạo. Trong phiên bản đương đại này, Sherlock và Mycroft thể hiện sự thù hận âm ỉ đối với nhau (mà bác sĩ Watson mô tả là "tình anh em đối địch" và bản thân Mycroft gọi là "mối thù trẻ con"). Mycroft là một phần của Văn phòng Nội các và có quyền lực đến mức có thể sử dụng hệ thống giám sát hàng loạt để theo dõi Sherlock. Để phù hợp với các cuốn sách, Mycroft mô tả mình là "chiếm một vị trí nhỏ trong chính phủ Anh", nhưng chính xác hơn, "ông là chính phủ Anh". Trong khi Sherlock tiết lộ rằng Mycroft về cơ bản đã bắt nạt anh ta khi còn nhỏ và khiến anh ta cảm thấy ngu ngốc trong suốt cuộc đời của mình, đi xa đến mức gợi ý rằng cả hai sẽ sẵn sàng dàn xếp cái chết của người kia, Mycroft dần dần tiết lộ một gia đình sâu sắc được giấu kín. tình yêu dành cho anh trai mình, thứ mà Sherlock, theo thời gian, bắt đầu được đáp lại. Trong Đặc biệt Giáng sinh năm 2015 "Cô dâu khả ái", anh được Gatiss miêu tả khi trang điểm đậm như bị béo phì bệnh tật, phù hợp với những câu chuyện gốc hơn.
- Stephen Fry đã đóng vai Mycroft trong Sherlock Holmes: A Game of Shadows do Guy Ritchie đạo diễn, phát hành vào tháng 12 năm 2011. Rhys Ifans đã đóng vai Mycroft Holmes trong một bộ phim chuyển thể hiện đại khác, Elementary. Trong loạt phim này, Mycroft được giới thiệu là một chủ nhà hàng ở London, người sau này chuyển sang làm việc cho MI6 với tư cách là một nguồn tin do các nhà hàng của anh ta được sử dụng làm bình phong cho các tổ chức tội phạm khác nhau. Mycroft đi trốn vào cuối phần hai khi anh ta vạch trần mối quan hệ của mình với MI6 để giúp Sherlock trong một vụ án, mà Holmes cảm thấy thiếu tin tưởng vào anh ta để tìm ra một giải pháp khác. Trong tập phim mùa thứ sáu "Nobody Lives Forever", người ta tiết lộ rằng Mycroft đã chết mười tháng trước sự kiện xuất huyết não của tập phim đó, điều mà Sherlock không bao giờ được thông báo cho đến khi anh ta bắt đầu đào.
- Trong bộ phim truyền hình Nga chuyển thể từ năm 2013, Igor Petrenko đóng vai Mycroft Holmes, là anh em sinh đôi của Sherlock, người đang phục vụ Nữ hoàng.
- Trong vở rối Sherlock Holmes của đài NHK, Mycroft là một thanh niên béo đang học lớp sáu trường Beeton. Anh ấy đang ở vị trí quản lý các học sinh của nhà Dealer mà anh ấy sống, là người đứng đầu hội đồng học sinh và thành viên của Câu lạc bộ Diogenes trong ngôi nhà của anh ấy. Mặc dù có năng lực suy luận vượt trội hơn Sherlock, nhưng anh ta lại tính toán hơn em trai mình.
- Trong bộ phim Mr. Holmes năm 2015, lấy bối cảnh năm 1947, mặc dù có thông tin tiết lộ rằng Mycroft đã chết trước đó một năm, nhưng ông vẫn xuất hiện chớp nhoáng, do John Sessions thủ vai.
- Trong bộ phim truyền hình Nhật Bản, Miss Sherlock, khởi chiếu năm 2018, Yukiyoshi Ozawa vào vai Kento Futaba, người được mô phỏng trên Mycroft. Anh ta là anh trai của Sherlock Yuko Takeuchi, người tôn trọng trí thông minh của anh ta, và anh ta giữ một vị trí nổi bật trong Cơ quan Tình báo của chính phủ.
- Hugh Laurie đã đóng vai Mycroft trong bộ phim Holmes & Watson năm 2018.